# سیدی احمد (استان سعیده)
سیدی احمد (استان سعیده) (به عربی: سيدي أحمد) یک شهرداری در الجزایر است که در استان سعیده واقع شده‌است.